# Drzewo Życia (program)
Drzewo Życia – komercyjny rosyjski program do pracy z informacjami genealogicznymi. Programista oprogramowania – Genery Software. Pierwsza wersja została wydana w 2002 roku. Działa na Windows i macOS.

## Opis
Program umożliwia wprowadzanie, edycję, przechowywanie i wizualizację danych genealogicznych. Zgodnie z wprowadzonymi danymi, indywidualne drzewo genealogiczne krewnych dowolnej osoby może zostać automatycznie zbudowane i tylko jako bezpośredni przodek i potomek, a także wszyscy krewni danej osoby. Program pozwala również na przechowywanie danych multimedialnych (dokumentów) w odniesieniu do osobowości. Obsługuje rozdzielanie i konsolidację baz danych, sortowanie, filtrowanie, uzyskiwanie statystyk dotyczących wprowadzonych danych, drukowanie drzewa genealogicznego, tworzenie drzewa genealogicznego i importowanie/eksportowanie danych w formacie GEDCOM.
Program obsługuje język polski, rosyjski, ukraiński, azerbejdżański, ormiański, baszkirski, białoruski, gruziński, angielski i inne.
Oprócz samego programu, darmowe narzędzie "Drzewo.Daty" jest dostępne na stronie dewelopera do przypominania o datach, pracując z bazą Drzewa Życia.
Program jest płatną, niezarejestrowaną wersją, która pozwala pracować z bazą danych 40 osób, a także przeglądać i drukować dane z baz danych o dowolnej wielkości bez ograniczeń.

## 4 wersja
W latach 2008–2015 opracowano czwartą wersję programu, która wyróżnia się zaawansowanymi funkcjami do pracy z bazą danych i budowania drzew genealogicznych. W miarę postępów prac opracowywano nowe wersje testowe, zawierające aktualnie zaimplementowaną funkcjonalność, czyli o ograniczonych możliwościach. Testowanie zostało wykonane przez użytkowników programu.
26 listopada 2010 roku została wydana pierwsza wersja beta nowej wersji programu.
Główne różnice w nowej wersji od wersji roboczej:
- zaawansowane funkcje pracy z obiektami geograficznymi ("miejsca");
- bardziej elastyczny system dostosowywania wizualizacji drzew genealogicznych;
- zdolność do budowy drzewa nie tylko krwi, ale wszystkich krewnych.

### Porównanie wersji
Strona producenta wskazuje następujące różnice w programie redakcyjnym:
|                                                                | Darmowa           | Podstawowa | Rozszerzona |
| -------------------------------------------------------------- | ----------------- | ---------- | ----------- |
| Liczba osób w jednym pliku danych                              | Nie więcej niż 40 | T          | T           |
| Budowanie drzewa                                               | T                 | T          | T           |
| Drukowanie drzewa                                              | T                 | T          | T           |
| Tworzenie dodatkowych pól danych                               | T                 | T          | T           |
| Wyszukiwanie danych                                            | T                 | T          | T           |
| Filtrowanie danych                                             | T                 | T          | T           |
| Zapisywanie drzewa w formacie wektorowym SVG                   | N                 | N          | T           |
| Budowanie książki z rodowodem                                  | N                 | N          | T           |
| Eksport danych do XML                                          | N                 | N          | T           |
| Zapisywanie położenia węzłów w XML podczas zapisywania drzewa  | N                 | N          | T           |
| Dodawanie danych z innego pliku danych                         | N                 | N          | T           |
| Zapisywanie danych z aktywnymi filtrami do innego pliku danych | N                 | N          | T           |
| Drukowanie i eksportowanie tabel danych                        | N                 | N          | T           |
| Zamknięcie gałęzie drzew                                       | N                 | N          | T           |

W rozszerzonej wersji dostępnych jest wiele dodatkowych funkcji, które można przeglądać w ciągu pierwszych 15 dni korzystania z bezpłatnej edycji.

## 5 wersja
Wersja 5 została wydana w 2016 roku. Pojawiły się w niej nowe tabulatory: źródła, rodzaje i notatki, a także możliwość umieszczania pokoleń nie tylko od góry do dołu i od dołu do góry, ale także w poziomie: przodkowie mogą być zlokalizowani po lewej lub prawej stronie. Podczas ładowania stylu supercompact drzewo poziome pozwala uniknąć bardzo szerokiego obrazu. Zmieniono silnik bazy danych, SQLlite jest teraz używany, dodano buforowanie danych, dzięki czemu szybkość programu znacznie wzrosła.
Bez zakupu licencji wszystkie funkcje działają w programie, ale nie można wprowadzić więcej niż 40 osób, a podczas importowania / otwierania pliku zawierającego ponad 40 osób program działa w trybie "Tylko do odczytu", tzn. Nie pozwala edytować danych, pozostawiając resztę funkcjonalności.
Rodzaje licencji:
1. Standard dla Windows/Mac na jednym komputerze do niekomercyjnego użytku,
2. Przenośny dla systemu Windows na jeden przenośny dysk/napęd USB - dysk flash USB lub przenośny dysk z programem łączy się z dowolnym komputerem z systemem Windows i pozwala na pracę w programie bez ograniczeń.
3. Licencja komercyjna dla Windows/Mac na jednym komputerze do komercyjnego wykorzystania programu.

## Nagrody
Program dwukrotnie uczestniczył w konkursie "Soft of the Year" prowadzonym przez Soft@Mail.Ru. W 2007 roku zajęła 3. miejsce w nominacji "Wsparcie", 6. miejsce w nominacjach "Interfejs" i "Pomoc", 7. miejsce w nominacjach "Projekt", "Funkcjonalność", "Technologie", 8. miejsce w nominacji "Strona internetowa" (w sumie 318 programów). W 2009 roku zajęła 2. miejsce w nominacji "Dom i rodzina" i dostał się do "10 najlepszych" finalistów z siódmym miejscem (z 70 finalistów).